# البيت بيتك (برنامج)

شعار البرنامج

البيت بيتك برنامج مصري منوع كان يذاع خمس مرات أسبوعياً على القناة الثانية المصرية والفضائية المصرية بالتلفزيون المصري، رئيس تحرير البرنامج الكاتب الصحفي محمد هانى مدير تحرير مجلة روزاليوسف من إنتاج مهندس الديكور محمود بركة وإخراج عماد الغول، ويعد البرنامج أنجح البرامج التي تناولت مشكلات وقضايا الشعب المصري، وله نسبة متابعة عالية في البيوت المصرية. وتم الإعلان عن نهاية البرنامج رسميا في 28 فبراير 2010 م بسبب أزمة قضائية بين المنتجين وأصبح بعد ذلك برنامج مصر النهارده.

## مذيعو البيت بيتك

### سابقا
- محمود سعد
- خيري رمضان
- تامر أمين

### سابقاً
تناوب على البيت بيتك مذيعون هم

#### في عام2004
- نبيل الشوباشي
- محمد مرسال
- عمرو جميل
- محمد الجندي
- أنجي أنور
- هند رشاد
- أميرة عبد العظيم
- شافكي المنيري
- عمرو قنديل
- شرين الشايب
- جاسمين طه زكي
- شريف عبد الرحمن
- تامر أمين
- مريم زكي
- مريم أمين
- ياسمين عبد الله

#### في عام2005
- تامر أمين
- محمود سعد
- جاسمين طه ذكى
- شريف عبد الرحمن
- ياسمين عبد الله
- نيرفانا إدريس
- معتز الدمرداش

#### في عام2006
- تامر أمين
- محمود سعد
- إيمان الحصرى
- منى الشرقاوى
- نيرفانا إدريس

#### في عام2007
- تامر أمين
- محمود سعد
- منى الشرقاوى
- أسامة منير

وهناك العديد من المذيعين والإعلاميين والرياضيين الذين قدموا فقرات أسبوعية أو خاصة مثل
- طارق حبيب - فقرة فنية أسبوعبة 2005
- أسامة منير - فقرة الشباب الأسبوعية يوم الأثنين
- حسين الإمام - فقرة «حلّى مع حسين» رمضان 2005
- رزان مغربي - فقرة «رزان وعباس» رمضان 2006
- عباس أبو الحسن - فقرة «رزان وعباس» رمضان 2006
- حازم إمام - فقرة الرياضة الأسبوعية يوم الأثنين 2005 - 2006
- هاني رمزي - تغطية كأس العالم 2006
- مصطفى عبده - تغطية كأس الأمم الأفريقية 2006
- أحمد شوبير - الكرة في بيتك 2007
- ليلي رستم
- عمرو خفاجي
- هالة سرحان
- عماد الدين أديب
- لميس الحديدي
- خيري رمضان
- محمد صلاح

## أزمة البرنامج ونهايته
نشبت الأزمة على أكثر من مرحلة، 

الأولى وقعت عندما أوقف صرف مستحقات لشركة بركة، تحت دعوى وجود نزاع على ملكية البرنامج بين بركة ورجل الأعمال إيهاب طلعت الموجود خارج مصر منذ ثلاث سنوات، وعليه أحكام بالحبس 65عاما، بسبب عدم وفائه بسداد حقوق مالية لمؤسسة الأهرام واتحاد الإذاعة والتلفزيون.

واستمر هذا الوضع منذ شهر أغسطس الماضي، ما أدى إلى عدم دفع كامل حقوق فريق البرنامج، ما دفع صوت القاهرة للتدخل، وبالفعل استطاعت صوت القاهرة تحقيق بعض الهيمنة على البرنامج؛ حتى قامت بسداد راتب شهرين لأسرة البرنامج من مذيعين ومعدين.ولكن رفض بركة أن يوقع تنازله عن ملكية البرنامج.

وتم التراشق القانوني بين الشركتين، حتى تدخل رئيس اتحاد الإذاعة والتلفزيون أسامة الشيخ، وأبلغ بركة انتهاء استضافة التلفزيون المصري للبرنامج مع نهاية العقد المحدد سلفا بنهاية فبراير 2010.

عودة برنامج البيت بيتك:
في يوم السبت الموافق7 مارس عام 2015 يعود برنامج البيت بيتك ولكن بحلة جديدة على قناة Ten
(التحرير سابقا)